# Ximena Restrepo
Ximena Restrepo Gaviria (Medellín, 10 de março de 1969) é uma antiga atleta colombiana, especialista em provas de 200 e 400 metros rasos. Foi medalha de bronze na final de 400 metros nos Jogos Olímpicos de 1992, em Barcelona, dando à Colômbia a primeira medalha no atletismo olímpico, fazendo a marca de 49.64. Este resultado é ainda recorde sul-americano, tal como os 22.92 nos 200 metros, feito alcançado em 1991.
Restrepo é casada com o lançador de peso chileno Gert Weil. Estudou nos Estados Unidos, na Universidade de Nebraska, onde de sagrou campeã de 400 metros e de estafeta 4 x 400 metros nos Campeonatos Norte-Americanos de Atletismo (NCAA). Atualmente é vice-presidente da World Athletics, ex-IAAF, órgão máximo do atletismo mundial.

## Melhores marcas pessoais
Outdoor
| Prova           | Tempo   | Data                   | Local                       | Notas                 |
| --------------- | ------- | ---------------------- | --------------------------- | --------------------- |
| 100 metros      | 11,77 s | 17 de maio de 1998     | Santiago, Chile             |                       |
| 200 metros      | 22,92 s | 20 de maio de 1991     | Lincoln, NE, Estados Unidos |                       |
| 400 metros      | 49,64 s | 5 de agosto de 1992    | Barcelona, Espanha          | Recorde sul-americano |
| 400 m barreiras | 56,05 s | 27 de novembro de 1994 | Valencia, Venezuela         | Recorde da Colômbia   |

Indoor
| Prova      | Tempo   | Data               | Local                            | Notas               |
| ---------- | ------- | ------------------ | -------------------------------- | ------------------- |
| 400 metros | 52,12 s | 9 de março de 1991 | Indianapolis, IN, Estados Unidos | Recorde da Colômbia |